# (14161) 1998 SO145
A (14161) 1998 SO145 a Naprendszer kisbolygóövében található aszteroida. Eric Walter Elst fedezte fel 1998. szeptember 20-án.

## Kapcsolódó szócikk
- Kisbolygók listája (14001–14500)